# 伊万·佩利佐利
伊万·佩利佐利（義大利語：Ivan Pelizzoli，1980年11月18日—），意大利男子足球运动员，司职守门员。他曾代表意大利国奥队参加2004年夏季奥林匹克运动会足球比赛，获得铜牌。